# Bronisławów Duży
Bronisławów Duży – wieś w Polsce położona w województwie lubelskim, w powiecie łukowskim, w gminie Serokomla.
14 kwietnia 1940 niemiecka ekspedycja karna dokonała pacyfikacji wsi Józefów, Bronisławów Mały i Duży, Zakępie, Hordzież, Serokomla, Bielany i Ruda, mordując 191 osób. W czasie pacyfikacji Niemcy spalili w tych wsiach 27 gospodarstw. Ustalono 170 nazwisk ofiar zbrodni w tym 45 z wsi Bronisławów.
W latach 1975–1998 miejscowość administracyjnie należała do województwa siedleckiego.
Wieś stanowi sołectwo w gminie Serokomla. Według Narodowego Spisu Powszechnego z roku 2011 wieś liczyła 163 mieszkańców.
Wierni Kościoła rzymskokatolickiego należą do parafii św. Stanisława w Serokomli.